# Yelena Shevchenko
Yelena Shevchenko (Moscú, Rusia, 7de octubre de 1971) es una gimnasta artística rusa que, compitiendo con la Unión Soviética, consiguió ser campeona olímpica en 1988 en el concurso por equipos.

## 1988
En los JJ. OO. celebrados en Seúl (Corea del Sur) consigue el oro en el concurso por equipos, por delante de Rumania y Alemania del Este, siendo sus compañeras de equipo: Svetlana Baitova, Svetlana Boginskaya, Natalia Lashenova, Elena Shushunova y Olga Strazheva.